# Warum Männer nicht zuhören und Frauen schlecht einparken (Buch)
Warum Männer nicht zuhören und Frauen schlecht einparken (deutscher Untertitel: Ganz natürliche Erklärungen für eigentlich unerklärliche Schwächen; Originaltitel: Why Men Don’t Listen and Women Can’t Read Maps) ist ein Ratgeber des australischen Versicherungsvertreter- und Kommunikationstrainerehepaars Allan und Barbara Pease aus dem Jahr 1998. Das Buch befasst sich mit angeblich naturgegebenen Unterschieden zwischen Mann und Frau und gibt mit Hilfe von „Selbsttests“ Rat, wie eine Beziehung zwischen beiden verbessert werden kann. Das Buch erschien auf Deutsch erstmals im Jahr 2000 im Ullstein Verlag und stand lange Zeit auf der Sachbuch-Bestsellerliste des SPIEGEL.

## Kritik
Kritiker werfen den Autoren vor, beim Schreiben und Recherchieren des Buches nicht wissenschaftlich vorgegangen zu sein. Viele genannte Daten sollen schlicht falsch sein. Die Verfestigung von Geschlechts-Stereotypen in der Gesellschaft könne auch ein Sozialisationseffekt und müsse nicht auf biologische Gegebenheiten zurückzuführen sein.

## Verfilmung
Die Filmproduktionsgesellschaft Constantin Film produzierte 2007 unter der Regie von Leander Haußmann eine gleichnamige Verfilmung des Buches. Gefördert wurde das Projekt mit 400.000 Euro der Filmförderungsanstalt in Berlin. Die Hauptrollen wurden von Benno Fürmann und Jessica Schwarz sowie Uwe Ochsenknecht gespielt.